# Romolo e Remo

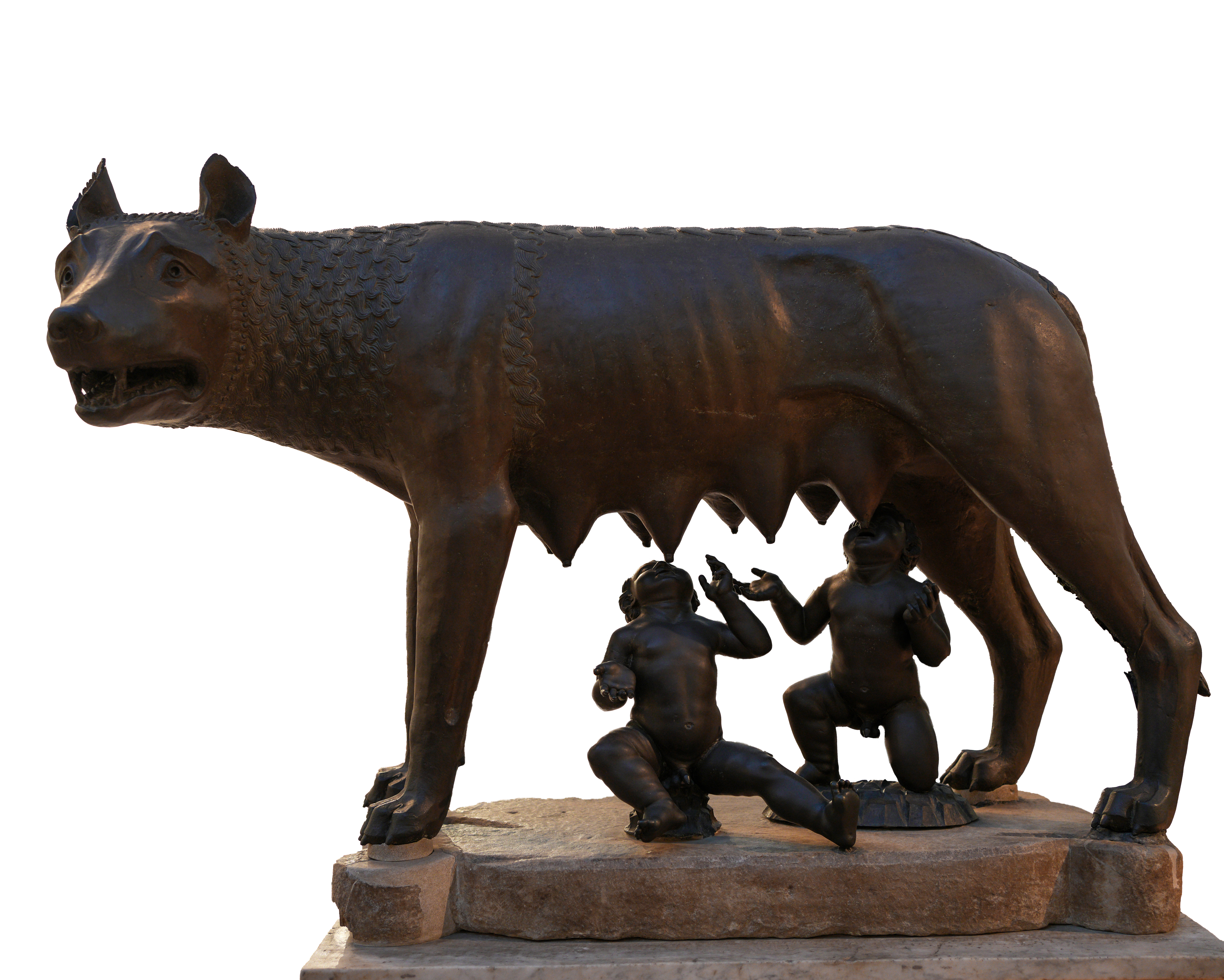
Lupa capitolina

Romolo e Remo (o, secondo alcuni autori antichi, Romo) sono, nella tradizione mitologica romana, due gemelli, uno dei quali, Romolo, fu il fondatore eponimo della città di Roma e suo primo re. La data di fondazione è indicata per tradizione al 21 aprile 753 a.C. (detto anche Natale di Roma e giorno delle Palilie). Secondo la leggenda, erano semidei, essendo figli di Rea Silvia (Rhea Silvia), discendente di Enea, e di Marte.

## La leggenda nelle fonti antiche
Esistono innumerevoli versioni della leggenda di Romolo e Remo e della fondazione di Roma, tutte tese alla glorificazione degli antenati dei Romani e della gens Iulia. Ci sono stratificazioni tra diverse leggende, dettagli diversi e "rami laterali", di volta in volta tesi a togliere o ad aggiungere onore e diritti ai Romani. La leggenda della fondazione di Roma è riportata dallo storico romano Tito Livio nel libro I della sua Storia di Roma. Di essa riferiscono anche Dionigi di Alicarnasso, Plutarco, Varrone.
Questo racconto è da sempre stato ritenuto una favola, risalente al periodo fra il IV e il III secolo a.C.. Per alcuni critici la città vera e propria si sarebbe addirittura formata soltanto centocinquanta anni più tardi, all'epoca dei re Tarquini (fine del VII secolo a.C.). Tuttavia, sul colle del Palatino, durante alcuni lavori esplorativi, nel 2007 sarebbe stato ritrovato il lupercale: questo santuario, dove i Romani veneravano il Dio Luperco (Faunus lupercus), è collegato al racconto dell'allattamento di Romolo e Remo da parte della leggendaria lupa.

### Da Troia ad Alba Longa

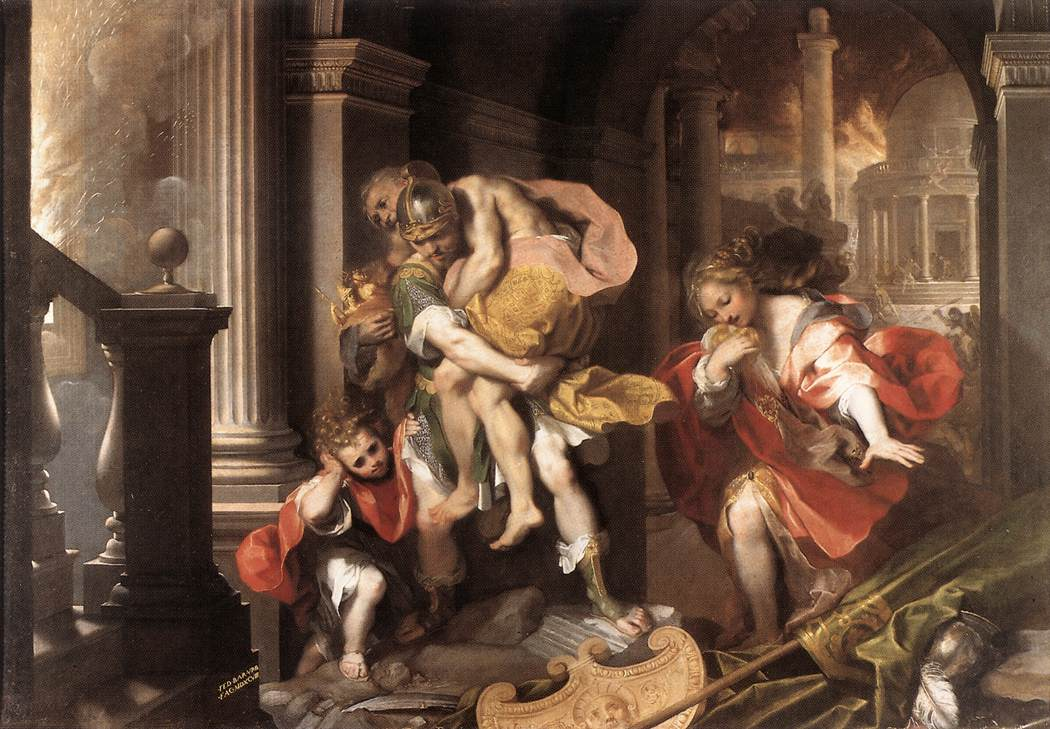
Fuga di Enea da Troia, Federico Barocci - 1598 - Galleria Borghese - Roma

Come si racconta nell'Eneide, Enea, figlio della dea Venere, fuggì da Troia, ormai occupata dagli Achei, con il padre Anchise e il figlioletto Ascanio; mentre la moglie Creusa, figlia del re Priamo, perì nell'incendio della città.
Dopo varie peregrinazioni nel Mediterraneo, tra le quali l'approdo a Cartagine dove fu accolto da Didone, Enea approdò nel Lazio nel territorio di Laurento. Venuto qui a contatto con gli Aborigeni del re Latino,, dovrà poi contrastare le popolazioni italiche nella guerra latina e in particolare Turno, re dei Rutuli. Dopo aver ucciso quest'ultimo, Enea fondò una città, dandole il nome di Lavinium, in onore della sua seconda moglie, Lavinia. . Trent'anni dopo, secondo Tito Livio, il figlio di Enea, Ascanio, fondò una nuova città di nome Alba Longa, sulla quale regnarono i suoi discendenti per numerose generazioni (dal XII all'VIII secolo a.C.), fino a quando si arrivò al regno di Amulio, che aveva usurpato il trono al fratello Numitore.

### Romolo e Remo
Numitore, essendo più vecchio di Amulio, aveva ricevuto in eredità l'antico regno della dinastia Silvia. Ma il fratello usurpò il trono, arrivando anche a commettere delitti:
(Tito Livio, Ab Urbe condita libri, I, 3.)

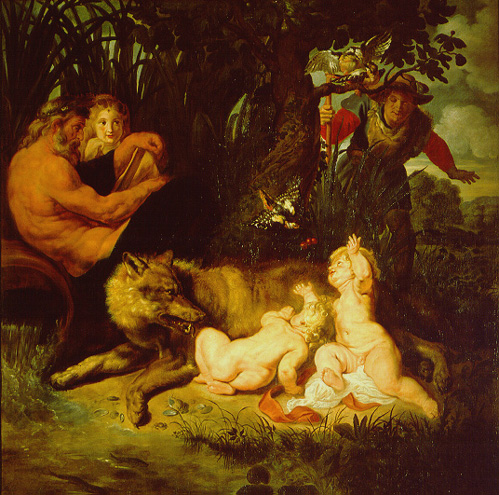
Faustolo trova la lupa con i gemelli, Rubens, ai Musei Capitolini

Non pago, Amulio costrinse l'unica figlia femmina del fratello, Rea Silvia, a diventare vestale e a fare quindi voto di castità, in modo che non diventasse madre. Tuttavia il dio Marte s'invaghì della fanciulla e le fece violenza in un bosco sacro, dove era andata ad attingere acqua. Da quel rapporto nacquero i gemelli Romolo e Remo. Al secondo di questi due neonati fu dato lo stesso nome del condottiero rutulo decapitato nel sonno da Niso durante la guerra latina:
((Virgilio, Eneide, libro IX, vv.330-33, traduzione in versi di Riccardo Scarcia))
Per ordine dello zio, Rea Silvia fu seppellita viva, come prevedeva la legge per le vestali che non rispettavano il voto di castità. Il re Amulio, in seguito, affidò i bambini a due schiavi con l'ordine di metterli in una cesta, portarli nella parte più alta del fiume, e affidarli alla corrente. Per le piogge recenti il fiume era straripato e aveva allagato i campi nella zona del Velabro, quindi uno dei due uomini pensò di lasciarli nel punto dove erano arrivati. L'altro accettò la proposta e spiegò ai due bambini cosa stava per succeder loro; i due piccoli, allora, emisero un vagito come se avessero capito e vennero affidati alla corrente. La cesta nella quale i gemelli erano stati adagiati si arenò in una pozza d'acqua sulla riva, presso la palude del Velabro tra Palatino e Campidoglio in un luogo chiamato Cermalus. Quando le acque del fiume si ritirarono, la cesta rimase all'asciutto ai piedi di un albero di fico (il ficus ruminalis). Altre fonti fanno coincidere il punto dove si fermò la cesta con i gemelli con una grotta collocata alla base del Palatino, detta "Lupercale" perché sacra a Marte e a Fauno Luperco.

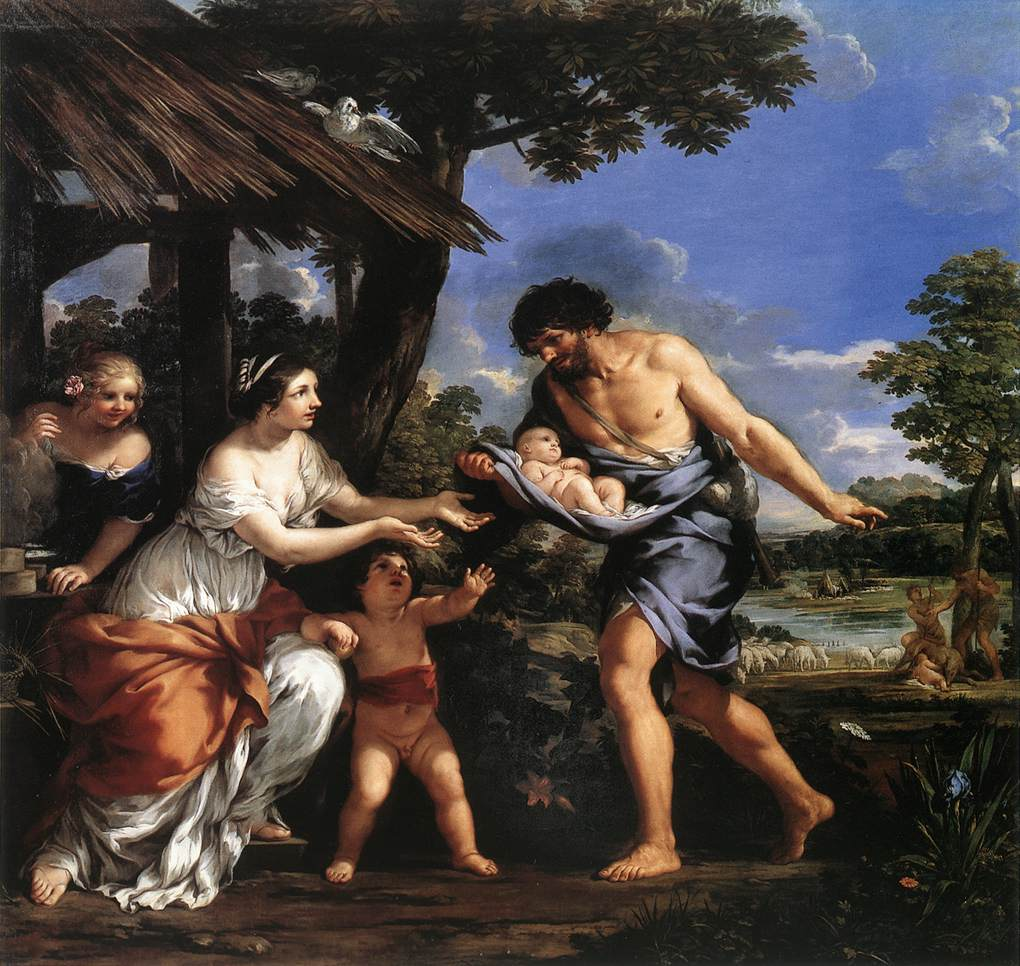
Il pastore Faustolo tiene in braccio i due gemelli in Romolo e Remo raccolti da Faustolo di Pietro da Cortona, Museo del Louvre

Una lupa, scesa dai monti al fiume per abbeverarsi, fu attirata dai vagiti dei due bambini, li raggiunse e si mise ad allattarli. Vuole la tradizione che anche un picchio portò loro del cibo (entrambi gli animali sono sacri ad Ares). In seguito furono trovati da un pastore di nome Faustolo (porcaro di Amulio), il quale insieme alla moglie Acca Larenzia decide di crescerli come suoi figli. Esiste una supposizione sulla figura di Acca Larenzia. Alcune interpretazioni la identificano con la "lupa", parola che in latino significa anche prostituta (da cui, "lupanare", luogo dove si svolge la prostituzione). I Greci, anche se vinti e conquistati dai Romani, considerarono questi sempre dei rozzi barbari non all'altezza della loro raffinata civiltà e per loro la verità era che Romolo e Remo erano stati non raccolti ma figli di una prostituta, la quale, appena nati, li aveva esposti e abbandonati, e a raccoglierli e ad allevarli era stata non la leggendaria lupa ma una donna comune; tanto leggiamo infatti per esempio nella Suida, dizionario in lingua greca scritto nel X secolo d.C.

In ogni caso, incertezza della nascita a parte, i bambini crebbero inizialmente nella capanna di Faustolo e Larenzia, situata sulla sommità del Palatino, nella zona del colle chiamata "Germalo" (o "Cermalo"). Plutarco racconta infatti: 
(Plutarco, Vita di Romolo, 6, 1-3.)
(Livio, Ab Urbe condita libri, I, 4.)
Si racconta che i due fratelli, un giorno furono assaliti dai banditi, i quali volevano vendicarsi dei bottini più volte perduti. Romolo si difese energicamente, ma Remo fu catturato e condotto di fronte al re Amulio, con l'accusa di furto e di aver compiuto numerose scorribande nelle terre di Numitore. Per questi motivi fu consegnato a quest'ultimo.
(Livio, Ab Urbe condita libri, I, 5.)
Nel frattempo, Faustolo aveva raccontato a Romolo delle loro origini e del sangue reale. Romolo radunò, pertanto, un gruppo consistente di compagni e si diresse da Amulio, raggiunto da Remo, che era stato liberato dallo stesso Numitore. Amulio venne ucciso e Numitore ritornò re di Alba Longa.

### Morte di Remo e fondazione di Roma

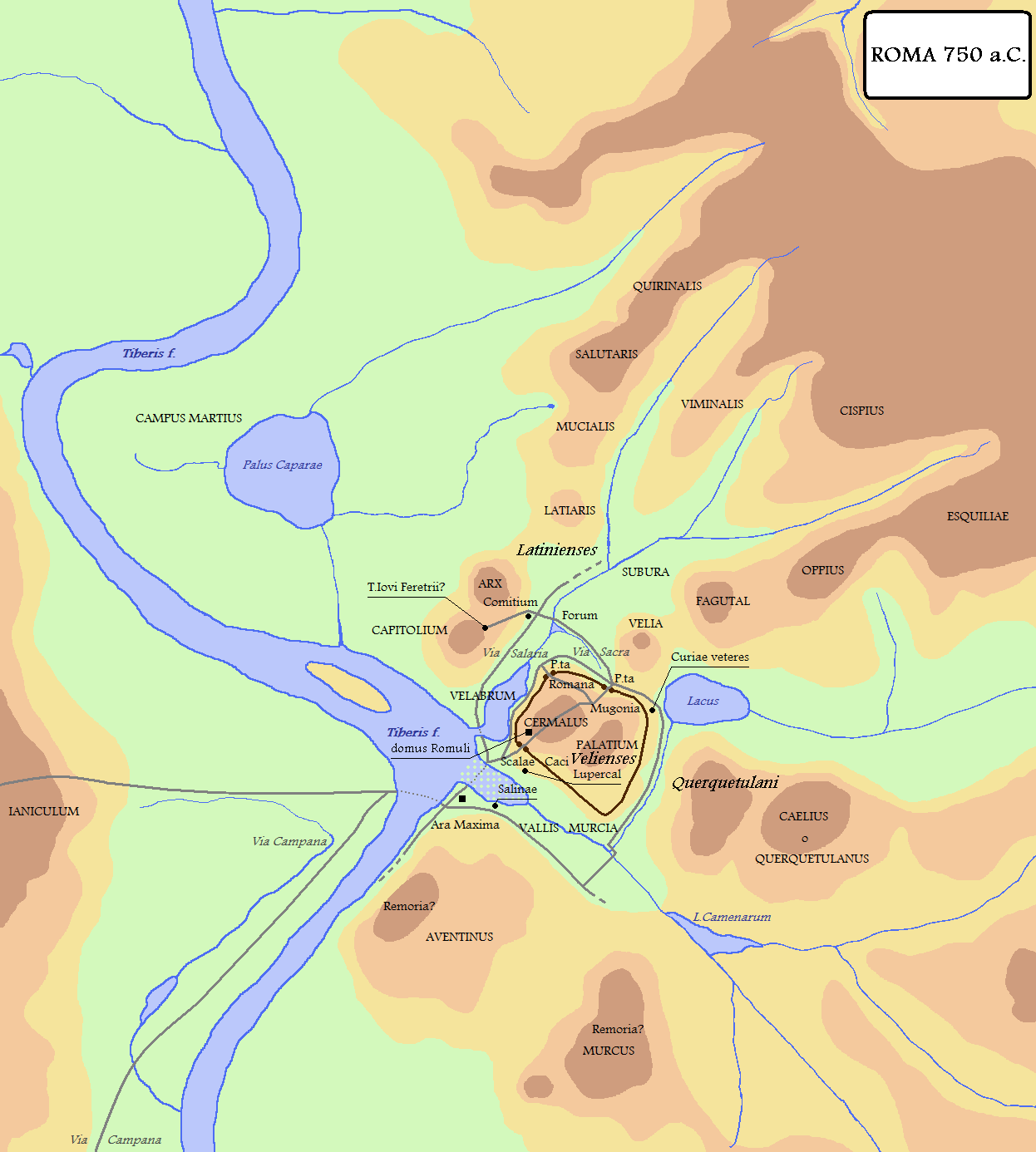
Roma nell'anno della sua fondazione, nel 753 a.C.

Ottenuto dal nonno Numitore il permesso, Romolo e Remo lasciarono Alba Longa e si recarono sulla riva del Tevere per fondare una nuova città nei luoghi dove erano cresciuti. Lo stesso Livio aggiunge che del resto la popolazione di Albani e Latini era in eccesso, e riferisce le due più accreditate versioni dei fatti:
(Livio, I, 6-7.)
La versione raccontata da Plutarco è molto simile a quella di Livio, con la sola eccezione che Romolo potrebbe non aver avvistato alcun avvoltoio. La sua vittoria sarebbe pertanto stata per alcuni, frutto dell'inganno. Questo il motivo per cui Remo si adirò e ne nacque la rissa che portò alla morte di quest'ultimo.
(Plutarco, Vita di Romolo, 10, 1-2.)
Una versione alternativa racconta che Romolo fece costruire sul solco (urvum/urbum, manico dell'aratro con il quale viene tracciato il confine; da qui Urbs, Città) tracciato con l'aratro, una cinta muraria, mettendovi a guardia Celere, cui impartì l'ordine di uccidere chiunque avesse osato scavalcarla. Purtroppo Remo non era venuto a conoscenza dell'ordine imposto dal fratello e quando si avvicinò alla cinta, notando quanto essa era bassa, la scavalcò con un salto. Il fedele Celere gli si avventò contro e lo trapassò con la spada. Romolo, saputo della disgrazia, ne rimase sconvolto, ma non osò piangere di fronte al suo popolo, essendo ormai un sovrano.
Faustolo, il pastore che li aveva allevati fu inumato presso l'allora Comizio, mentre Remo fu seppellito sull'Aventino in una località chiamata Remoria, in ricordo del quale ogni 9 maggio era celebrata una festa Remuria (o Lemuria) per ricordare i defunti, come ci racconta Ovidio. Romolo diventava così il primo re di Roma.

## Albero genealogico
|  |  |        |        |        |        | Anchise         | Anchise         | Anchise         | Anchise         | Anchise         | Anchise         |          |          | Afrodite/Venere | Afrodite/Venere | Afrodite/Venere | Afrodite/Venere | Afrodite/Venere | Afrodite/Venere |               |               | Latino     | Latino     | Latino     | Latino     | Latino     | Latino     |        |        |      |      |
|  |  |        |        |        |        | Anchise         | Anchise         | Anchise         | Anchise         | Anchise         | Anchise         |          |          | Afrodite/Venere | Afrodite/Venere | Afrodite/Venere | Afrodite/Venere | Afrodite/Venere | Afrodite/Venere |               |               | Latino     | Latino     | Latino     | Latino     | Latino     | Latino     |        |        |      |      |
|  |  |        |        |        |        |                 |                 |                 |                 |                 |                 |          |          |                 |                 |                 |                 |                 |                 |               |               |            |            |            |            |            |            |        |        |      |      |
|  |  | Creusa | Creusa | Creusa | Creusa | Creusa          | Creusa          |                 |                 | Enea            | Enea            | Enea     | Enea     | Enea            | Enea            |                 |                 |                 |                 | Lavinia       | Lavinia       | Lavinia    | Lavinia    | Lavinia    | Lavinia    |            |            |        |        |      |      |
|  |  | Creusa | Creusa | Creusa | Creusa | Creusa          | Creusa          |                 |                 | Enea            | Enea            | Enea     | Enea     | Enea            | Enea            |                 |                 |                 |                 | Lavinia       | Lavinia       | Lavinia    | Lavinia    | Lavinia    | Lavinia    |            |            |        |        |      |      |
|  |  |        |        |        |        |                 |                 |                 |                 |                 |                 |          |          |                 |                 |                 |                 |                 |                 |               |               |            |            |            |            |            |            |        |        |      |      |
|  |  |        |        |        |        | Ascanio, o Iulo | Ascanio, o Iulo | Ascanio, o Iulo | Ascanio, o Iulo | Ascanio, o Iulo | Ascanio, o Iulo |          |          | Silvio          | Silvio          | Silvio          | Silvio          | Silvio          | Silvio          |               |               |            |            |            |            |            |            |        |        |      |      |
|  |  |        |        |        |        | Ascanio, o Iulo | Ascanio, o Iulo | Ascanio, o Iulo | Ascanio, o Iulo | Ascanio, o Iulo | Ascanio, o Iulo |          |          | Silvio          | Silvio          | Silvio          | Silvio          | Silvio          | Silvio          |               |               |            |            |            |            |            |            |        |        |      |      |
|  |  |        |        |        |        | Silvio          | Silvio          | Silvio          | Silvio          | Silvio          | Silvio          |          |          |                 |                 | Enea Silvio     | Enea Silvio     | Enea Silvio     | Enea Silvio     | Enea Silvio   | Enea Silvio   |            |            |            |            |            |            |        |        |      |      |
|  |  |        |        |        |        | Silvio          | Silvio          | Silvio          | Silvio          | Silvio          | Silvio          |          |          |                 |                 | Enea Silvio     | Enea Silvio     | Enea Silvio     | Enea Silvio     | Enea Silvio   | Enea Silvio   |            |            |            |            |            |            |        |        |      |      |
|  |  |        |        |        |        | Bruto di Troia  | Bruto di Troia  | Bruto di Troia  | Bruto di Troia  | Bruto di Troia  | Bruto di Troia  |          |          |                 |                 | Latino Silvio   | Latino Silvio   | Latino Silvio   | Latino Silvio   | Latino Silvio | Latino Silvio |            |            |            |            |            |            |        |        |      |      |
|  |  |        |        |        |        | Bruto di Troia  | Bruto di Troia  | Bruto di Troia  | Bruto di Troia  | Bruto di Troia  | Bruto di Troia  |          |          |                 |                 | Latino Silvio   | Latino Silvio   | Latino Silvio   | Latino Silvio   | Latino Silvio | Latino Silvio |            |            |            |            |            |            |        |        |      |      |
|  |  |        |        |        |        |                 |                 |                 |                 |                 |                 |          |          |                 |                 | Alba            |                 |                 |                 |               |               |            |            |            |            |            |            |        |        |      |      |
|  |  |        |        |        |        |                 |                 |                 |                 |                 |                 |          |          |                 |                 |                 |                 |                 |                 |               |               |            |            |            |            |            |            |        |        |      |      |
|  |  |        |        |        |        |                 |                 |                 |                 |                 |                 |          |          |                 |                 | Atys            |                 |                 |                 |               |               |            |            |            |            |            |            |        |        |      |      |
|  |  |        |        |        |        |                 |                 |                 |                 |                 |                 |          |          |                 |                 |                 |                 |                 |                 |               |               |            |            |            |            |            |            |        |        |      |      |
|  |  |        |        |        |        |                 |                 |                 |                 |                 |                 |          |          |                 |                 | Capys           |                 |                 |                 |               |               |            |            |            |            |            |            |        |        |      |      |
|  |  |        |        |        |        |                 |                 |                 |                 |                 |                 |          |          |                 |                 |                 |                 |                 |                 |               |               |            |            |            |            |            |            |        |        |      |      |
|  |  |        |        |        |        |                 |                 |                 |                 |                 |                 |          |          |                 |                 | Capeto          |                 |                 |                 |               |               |            |            |            |            |            |            |        |        |      |      |
|  |  |        |        |        |        |                 |                 |                 |                 |                 |                 |          |          |                 |                 |                 |                 |                 |                 |               |               |            |            |            |            |            |            |        |        |      |      |
|  |  |        |        |        |        |                 |                 |                 |                 |                 |                 |          |          |                 |                 | Tiberino Silvio |                 |                 |                 |               |               |            |            |            |            |            |            |        |        |      |      |
|  |  |        |        |        |        |                 |                 |                 |                 |                 |                 |          |          |                 |                 |                 |                 |                 |                 |               |               |            |            |            |            |            |            |        |        |      |      |
|  |  |        |        |        |        |                 |                 |                 |                 |                 |                 |          |          |                 |                 | Agrippa         |                 |                 |                 |               |               |            |            |            |            |            |            |        |        |      |      |
|  |  |        |        |        |        |                 |                 |                 |                 |                 |                 |          |          |                 |                 |                 |                 |                 |                 |               |               |            |            |            |            |            |            |        |        |      |      |
|  |  |        |        |        |        |                 |                 |                 |                 |                 |                 |          |          |                 |                 | Romolo Silvio   |                 |                 |                 |               |               |            |            |            |            |            |            |        |        |      |      |
|  |  |        |        |        |        |                 |                 |                 |                 |                 |                 |          |          |                 |                 |                 |                 |                 |                 |               |               |            |            |            |            |            |            |        |        |      |      |
|  |  |        |        |        |        |                 |                 |                 |                 |                 |                 |          |          |                 |                 | Aventino        |                 |                 |                 |               |               |            |            |            |            |            |            |        |        |      |      |
|  |  |        |        |        |        |                 |                 |                 |                 |                 |                 |          |          |                 |                 |                 |                 |                 |                 |               |               |            |            |            |            |            |            |        |        |      |      |
|  |  |        |        |        |        |                 |                 |                 |                 |                 |                 |          |          |                 |                 | Proca           |                 |                 |                 |               |               |            |            |            |            |            |            |        |        |      |      |
|  |  |        |        |        |        |                 |                 |                 |                 |                 |                 |          |          |                 |                 |                 |                 |                 |                 |               |               |            |            |            |            |            |            |        |        |      |      |
|  |  |        |        |        |        |                 |                 |                 |                 |                 |                 |          |          |                 |                 |                 |                 |                 |                 |               |               |            |            |            |            |            |            |        |        |      |      |
|  |  |        |        |        |        |                 |                 |                 |                 |                 |                 |          |          |                 |                 | Numitore        | Numitore        | Numitore        | Numitore        | Numitore      | Numitore      |            |            | Amulio     | Amulio     | Amulio     | Amulio     | Amulio | Amulio |      |      |
|  |  |        |        |        |        |                 |                 |                 |                 |                 |                 |          |          |                 |                 | Numitore        | Numitore        | Numitore        | Numitore        | Numitore      | Numitore      |            |            | Amulio     | Amulio     | Amulio     | Amulio     | Amulio | Amulio |      |      |
|  |  |        |        |        |        |                 |                 |                 |                 |                 |                 |          |          | Rea Silvia      | Rea Silvia      | Rea Silvia      | Rea Silvia      | Rea Silvia      | Rea Silvia      |               |               | Ares/Marte | Ares/Marte | Ares/Marte | Ares/Marte | Ares/Marte | Ares/Marte |        |        |      |      |
|  |  |        |        |        |        |                 |                 |                 |                 |                 |                 |          |          | Rea Silvia      | Rea Silvia      | Rea Silvia      | Rea Silvia      | Rea Silvia      | Rea Silvia      |               |               | Ares/Marte | Ares/Marte | Ares/Marte | Ares/Marte | Ares/Marte | Ares/Marte |        |        |      |      |
|  |  |        |        |        |        |                 |                 |                 |                 |                 |                 |          |          |                 |                 |                 |                 |                 |                 |               |               |            |            |            |            |            |            |        |        |      |      |
|  |  |        |        |        |        |                 |                 |                 |                 |                 |                 |          |          |                 |                 |                 |                 |                 |                 |               |               |            |            |            |            |            |            |        |        |      |      |
|  |  |        |        |        |        |                 |                 |                 |                 | Hersilia        | Hersilia        | Hersilia | Hersilia | Hersilia        | Hersilia        |                 |                 | Romolo          | Romolo          | Romolo        | Romolo        | Romolo     | Romolo     |            |            | Remo       | Remo       | Remo   | Remo   | Remo | Remo |
|  |  |        |        |        |        |                 |                 |                 |                 | Hersilia        | Hersilia        | Hersilia | Hersilia | Hersilia        | Hersilia        |                 |                 | Romolo          | Romolo          | Romolo        | Romolo        | Romolo     | Romolo     |            |            | Remo       | Remo       | Remo   | Remo   | Remo | Remo |
|  |  |        |        |        |        |                 |                 |                 |                 |                 |                 |          |          |                 |                 |                 |                 |                 |                 |               |               |            |            |            |            |            |            |        |        |      |      |
|  |  |        |        |        |        |                 |                 |                 |                 |                 |                 |          |          | Prima e Avilio  |                 |                 |                 |                 |                 |               |               |            |            |            |            |            |            |        |        |      |      |

### La tradizione letteraria e antiquaria
La formazione di un'articolata “leggenda” riguardo alla fondazione di Roma conobbe un decisivo impulso in età augustea. Le ragioni di questo sviluppo sono abbastanza chiare: Roma era ormai diventata il centro politico, economico e culturale di tutto il Mediterraneo e Augusto, nella sua vasta opera di riorganizzazione della compagine statale romana, mirava ovviamente a nobilitarne il passato e a dare così ragioni “culturali” del suo dominio sul mondo. Frutto di questa politica propagandistica e culturale furono in particolare tre opere, ossia l'Eneide di Virgilio (modellata sui poemi omerici, l'Iliade e l'Odissea), gli Annali (chiamati anche Ab Urbe condita libri) di Tito Livio, e le Antichità romane di Dionisio di Alicarnasso. Questi tre autori concorsero a fornire un resoconto dettagliato e particolareggiato sulla fondazione di Roma, risalendo a tempi molto antichi (addirittura precedenti alla guerra di Troia, all'inizio del XIII secolo a.C.) e presentando una successione continua e omogenea di fatti per loro “storici” e attestati.

## La critica storica moderna
Anche la leggenda di Romolo e Remo, all'inizio separata da quella di Enea, viene successivamente integrata nel suo mito. In un primo momento i due gemelli vengono indicati come suoi figli o nipoti. Eratostene di Cirene si accorse tuttavia che, essendo la data della caduta di Troia tra il 1250 e il 1196 a.C., né Enea né i suoi più diretti discendenti potevano aver fondato Roma attorno a queste date. Catone il Censore rende plausibile la storia. Secondo la sua versione, accettata poi come definitiva, Enea fugge da Troia e giunge nel Lazio. Qui, dopo aver sposato Lavinia, fonda Lavinium. Ascanio è invece il fondatore di Alba Longa e i suoi successori danno origine alla dinastia dalla quale, dopo varie generazioni, Rea Silvia darà alla luce Romolo e Remo e in seguito la gens Julia, con Giulio Cesare e il primo imperatore Augusto. In questo modo, la discendenza divina dei Romani e della stirpe Julia sarebbe rafforzata dalla discendenza da Venere e da Marte. Lo stesso Livio cercò, infatti, di colmare questo lasso di tempo di circa quattro/cinque secoli, "creando" appositamente una dinastia albana dei Silvi, che regnò su Alba Longa da Ascanio (figlio di Enea) fino ad Amulio e Numitore (quest'ultimo nonno di Romolo e Remo).

## Romolo e Remo nell'arte, letteratura, teatro e cinema
- Storie della fondazione di Roma (o Storie di Romolo e Remo), affreschi di Annibale, Agostino e Ludovico Carracci, (1590-1591), salone d'onore di Palazzo Magnani a Bologna;
- Romolo e Remo, dipinto di Peter Paul Rubens (1615-1616);
- Romolo e Remo, film del 1961 di Sergio Corbucci con Steve Reeves nel ruolo di Romolo e Gordon Scott in quello di Remo;
- Remo e Romolo - Storia di due figli di una lupa, film del 1976 di Mario Castellacci e Pier Francesco Pingitore con Pippo Franco nel ruolo di Romolo e Enrico Montesano in quello di Remo;
- Il primo re, film del 2019 di Matteo Rovere;
- Romulus, serie televisiva del 2020 di Matteo Rovere.